# Roger Taylor (Duran Duran)
Roger Taylor, född Roger Andrew Taylor 26 april 1960 i Nechelles, Birmingham, är en brittisk trummis. Han är medlem i bandet Duran Duran, först till och med 1985 och åter från år 2001. Duran Duran har sålt över 100 miljoner skivor på världsbasis.

## Historia
Taylor började spelade trummor vid tolv års ålder och bildade senare punkbandet Scent Organs innan han blev medlem av Duran Duran. Han har angett trumslagarna Paul Thompson i Roxy Music, Charlie Watts i The Rolling Stones och Tony Thompson i Chic som sina favoriter och största förebilder. Innan Taylor blev medlem av Duran Duran spelade han i olika lokala band. Efter att ha blivit inspirerad av olika punkband som spelade på klubben Barbarella's i Birmingham, startade han punk/new wave-bandet Scent Organs som kom till finalen i Melody Makers "Young Band of the Year" 1978.

## Duran Duran
1980–1985
Taylor blev en internationell stjärna med de andra medlemmarna av Duran Duran i början av 1980-talet. Han spelade trummor på bandets tre första studioalbum, Duran Duran, Rio och Seven and the Ragged Tiger, samt livealbumet Arena innan han lämnade Duran Duran. Innan han lämnade Duran Duran deltog han i ett musikalisk sido-projekt tillsammans med kompisarna från Duran Duran, Simon Le Bon och Nick Rhodes och spelade in albumet So Red The Rose under namnet Arcadia år 1985. Albumet innehåller också bidrag från Sting, David Gilmour, Herbie Hancock och Grace Jones.
1994 och 2001–
Taylor spelade trummor på tre låtar till coveralbumet Thank You med Duran Duran 1994. År 1997 återfick Taylor sin aptit för musikbranschen och bildade bandet Freebass som producerade en singel, en cover på Sweets "Love Is Like Oxygen". 2001 återförenades Taylor med Duran Duran.

## Privatliv
Taylor har tre barn, James, Ellea och Elliot, från sitt äktenskap med hustrun Giovana. Paret skilde sig 2004. Han är senare gift med Giselle Bernales som han har två barn med.